# مرگ‌ها در نوامبر ۲۰۱۹
مرگ‌ها در نوامبر ۲۰۱۹ (انگلیسی: Deaths in November 2019) آنچه در پی می‌آید فهرست افراد سرشناسی است که در نوامبر ۲۰۱۹ درگذشته‌اند.
- در هر عنوان به‌ترتیب نام شخص، سن، ملیت، دلیل سرشناسی، علت مرگ، و منبع آمده‌است.

## نوامبر

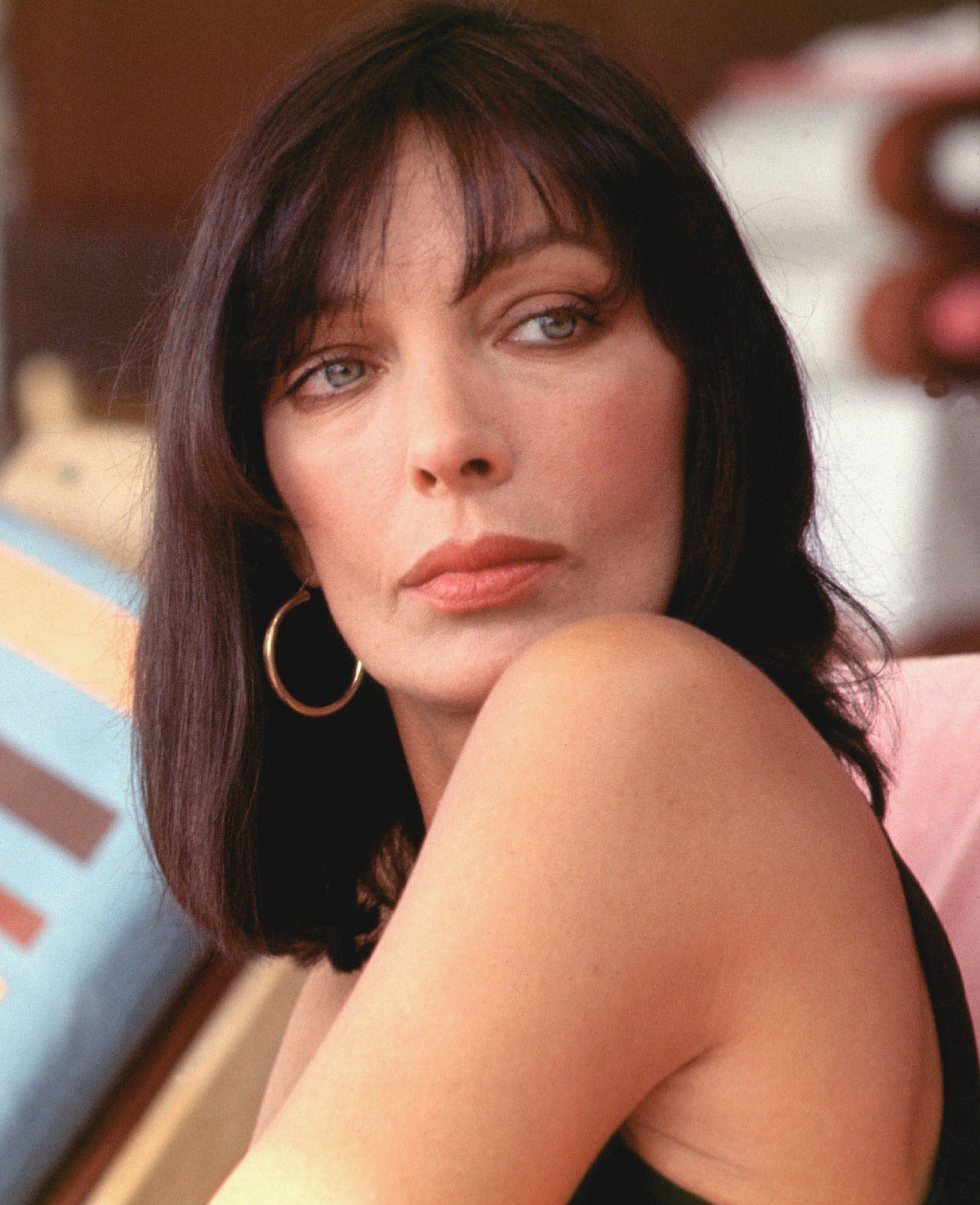
ماری لافوره

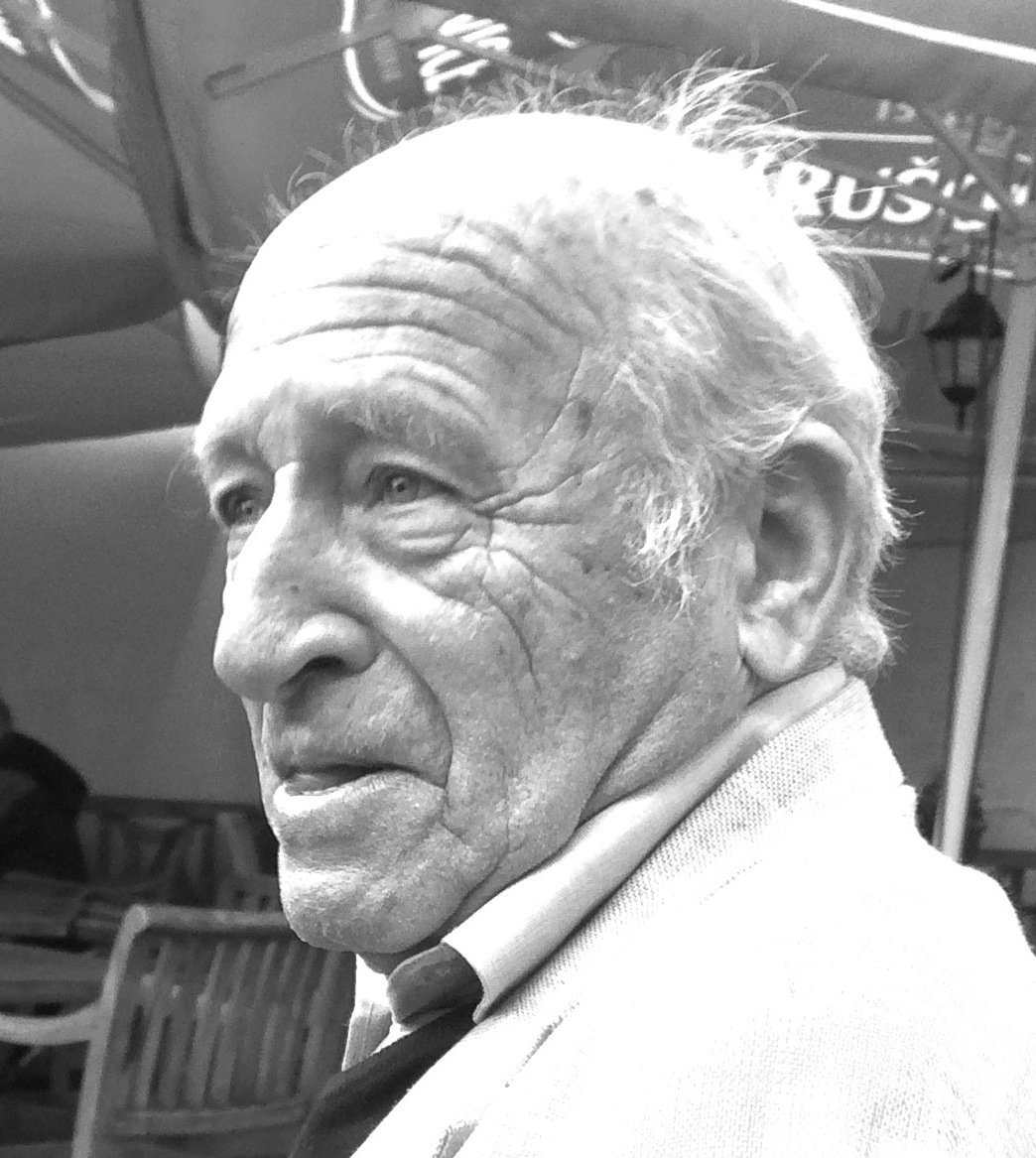
یان استراسکی

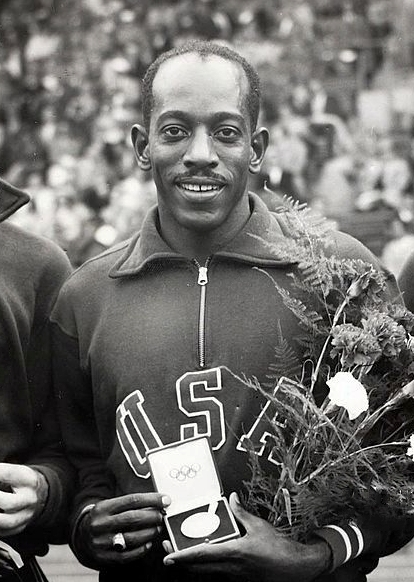
هریسون دیلرد

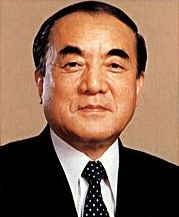
یاسوهیرو ناکاسونه

- رافی خاچاطوریان، ۷۱، بازیگر و مجری ایرانی ارمنی‌تبار.
- ماری لافوره، ۸۰، هنرپیشه و خواننده اهل فرانسه.
- ژاگ دوپون، ۹۱، دوچرخه‌سوار اهل فرانسه.
- یان استراسکی، ۷۸، سیاست‌مدار اهل چکسلواکی.
- امیراصلان افشار قاسملو، ۹۹، سیاست‌مدار ایرانی.
- مجید اوجی، ۵۸، نویسنده و تهیه‌کننده سینما و تلویزیون ایرانی.
- میتسوهیسا تاگوچی، ۶۴، بازیکن فوتبال اهل ژاپن.
- رمون پولیدو، ۸۳، دوچرخه‌سوار فرانسوی.
- اسدالله حنیف بلخی، ۶۲، سیاست‌مدار اهل افغانستان.
- رضا عبدی، ۸۸، بازیگر سینما، رادیو و تئاتر اهل ایران.
- هریسون دیلرد، ۹۶، دوندهٔ اهل ایالات متحده آمریکا.
- عدنان پاچه‌چی، ۹۶، سیاست‌مدار اهل عراق.
- دی. ام. جایارتن، ۸۸، سیاست‌مدار اهل سری‌لانکا.
- فضل‌الله رضا، ۱۰۴، استاد دانشگاه و مهندس ایرانی.
- ماری ال. گود، ۸۸، شیمی‌دان آمریکایی.
- مایکل جی. پولارد، ۸۰، هنرپیشه اهل ایالات متحده آمریکا.
- بوون استاسفورث، ۹۳، شناگر اهل ایالات متحده آمریکا.
- آسونسیون بالاگه، ۹۴، هنرپیشه اهل اسپانیا.
- گو هارا، ۲۸، بازیگر و خواننده اهل کره جنوبی.
- کوبی کون، ۷۶، بازیکن فوتبال اهل سوئیس.
- گادفری گائو، ۳۵، هنرپیشه و مدل تایوانی‌الاصل اهل کانادا.
- جاناتان میلر، ۸۵، بازیگر، کارگردان تئاتر، نویسنده، طنزپرداز و مشاور پزشکی انگلیسی.
- پیم فربیک، ۶۳، بازیکن و مربی فوتبال اهل هلند.
- یاسوهیرو ناکاسونه، ۱۰۱، سیاست‌مدار ژاپنی.
- ماریس یانسونس، ۷۶، رهبر ارکستر اهل لتونی.